# 斯皮凯尔
斯皮凯尔（法語：Spycker，法語發音：[spikɛʁ]）是法国上法蘭西大區北部省的一个市镇，属于敦刻尔克区。

## 地理
斯皮凯尔（50°58'10"N, 2°19'24"E）面积9.19 平方千米，位于法国上法蘭西大區北部省，该省份为法国最北部的省份及最长的省份，西北濒北海，西接加来海峡省，南至埃纳省和索姆省，东与比利时接壤。
与斯皮凯尔接壤的市镇（或旧市镇、城区）包括：大桑特、阿姆布茨卡佩勒、布鲁凯尔克、敦刻尔克、皮加姆。

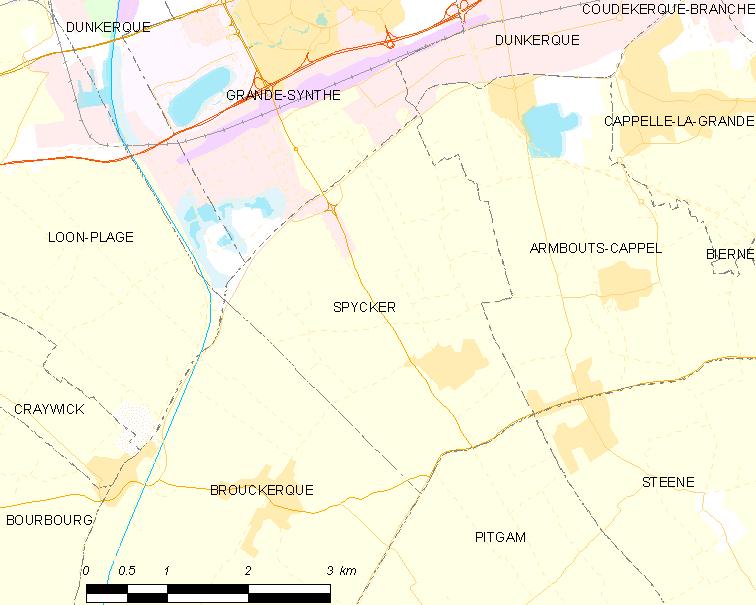
斯皮凯尔的OSM定位图

斯皮凯尔的时区为UTC+01:00、UTC+02:00（夏令时）。

## 行政
斯皮凯尔的邮政编码为59380，INSEE市镇编码为59576。

## 政治
斯皮凯尔所属的省级选区为库德凯尔克布朗什县。

## 人口

1962-2008年间斯皮凯尔人口变化图示

斯皮凯尔于2022年1月1日时的人口数量为1725人。